# دنباله (وبگاه)
وب‌گاه دنباله، یک سایت وب۲ فارسی زبان به سبک سایت‌هایی مثل دیگ و بالاترین بود. در دنباله، کاربران در تولید و هدایت محتوای سایت نقش اصلی را داشتند. وب‌گاه دنباله در سپتامبر ۲۰۰۸ میلادی آغاز به کار کرد. ولی پس از مدتی فعالیت این وبگاه متوقف شد.
اطلاعات این وب‌گاه از سوی مقامات امنیتی حکومت ایران رصد می‌شود و برخی از وب‌گاه‌ها و رسانه‌های درون حاکمیت، تحلیل‌هایی را بر اساس اخبار منتشر شده در این وب‌گاه قرار می‌دهند.
برخی از وب‌گاه‌های وابسته به حاکمیت، میزان بازدید روزانه وب‌گاه دنباله را به طور متوسط روزانه ۶۰ هزار نفر و بازدید کلی از این وب‌گاه را تا زمان تنظیم خبر بیش از چهارده میلیون نفر برآورد کرده‌ بودند.
.
وب‌گاه دنباله پس از اینکه مدتی مورد حمله مداوم سایبری توسط ماموران جمهوری اسلامی قرار گرفت در حال حاضر به‌طور کامل از دسترس خارج شده و قابل بازدید نمی‌باشد.